# 남원 극락암 석조무량음성왕불좌상 및 복장유물 일괄
남원 극락암 석조무량음성왕불좌상 및 복장유물 일괄(南原 極樂庵 石造無量音聲王佛坐像 및 腹藏遺物 一括)은 대한민국 전북특별자치도 남원시 극락암에 있는, 조선시대의 불상 및 복장유물 일괄이다. 2013년 11월 15일 전라북도의 유형문화재 제223호로 지정되었다.

## 개요
전북 남원시 어현동 봉송산 중턱에 위치한 극락암(예전 용학암)은 대한불교 조계종 제19교구 본사 화엄사의 말사에 등록된 사찰로서 인근의 덕음암과 함께 숙종 때 창건된 것으로 추정되는 사찰이다.
극락암에 봉안되어 있는 석조무량음성왕불좌상 및 복장유물은 원래 순천 대흥사에 봉안되었으나, 19세기에 구례에 소재한 오산사(현 사성암)에 이안되었다가 20세기 초반 극락암의 전신인 용학암으로 옮겨진 것으로 보여진다.
복장유물을 통해 1702년 조선 숙종 재위 28년에 제작되었고, 조각승 및 봉안지는 물론 무량음성왕불이라는 존상명까지 명확하게 알 수 있는 조선후기의 불상 가운데 흔치 않은 불상이다.
무량음성왕불은 조석 예불시에 행하는 108참회문 가운데 등장하는 53불의 48번째 부처이며, 조선후기 17세기 중엽부터 18세기 중엽경 불상양식을 충실하게 반영하고 있는 작품으로서, 조선후기 불상연구에 중요한 자료로 학술적 예술적 가치가 높다.

## 문화재 지정사유
불상은 조선후기 17세기 중엽 ~ 18세기 중엽경 불상양식을 충실하게 반영하고 있는 작품으로서, 발원조성기에 의해 무량음성왕불이라는 명칭과 1702년이라는 조성연대가 확실하게 밝혀져 있어 조선후기 불상연구에 중요한 자료로서 가치가 높다.

## 같이 보기
- 극락암

## 참고 자료
- 남원 극락암 석조무량음성왕불좌상 및 복장유물 일괄 - 국가유산청 국가유산포털